# Wilhelm Westphal (Bischof)

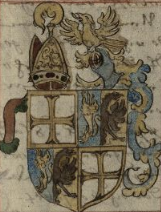
Bischofswappen Wilhelm Westphals, aus der Rehbein-Chronik

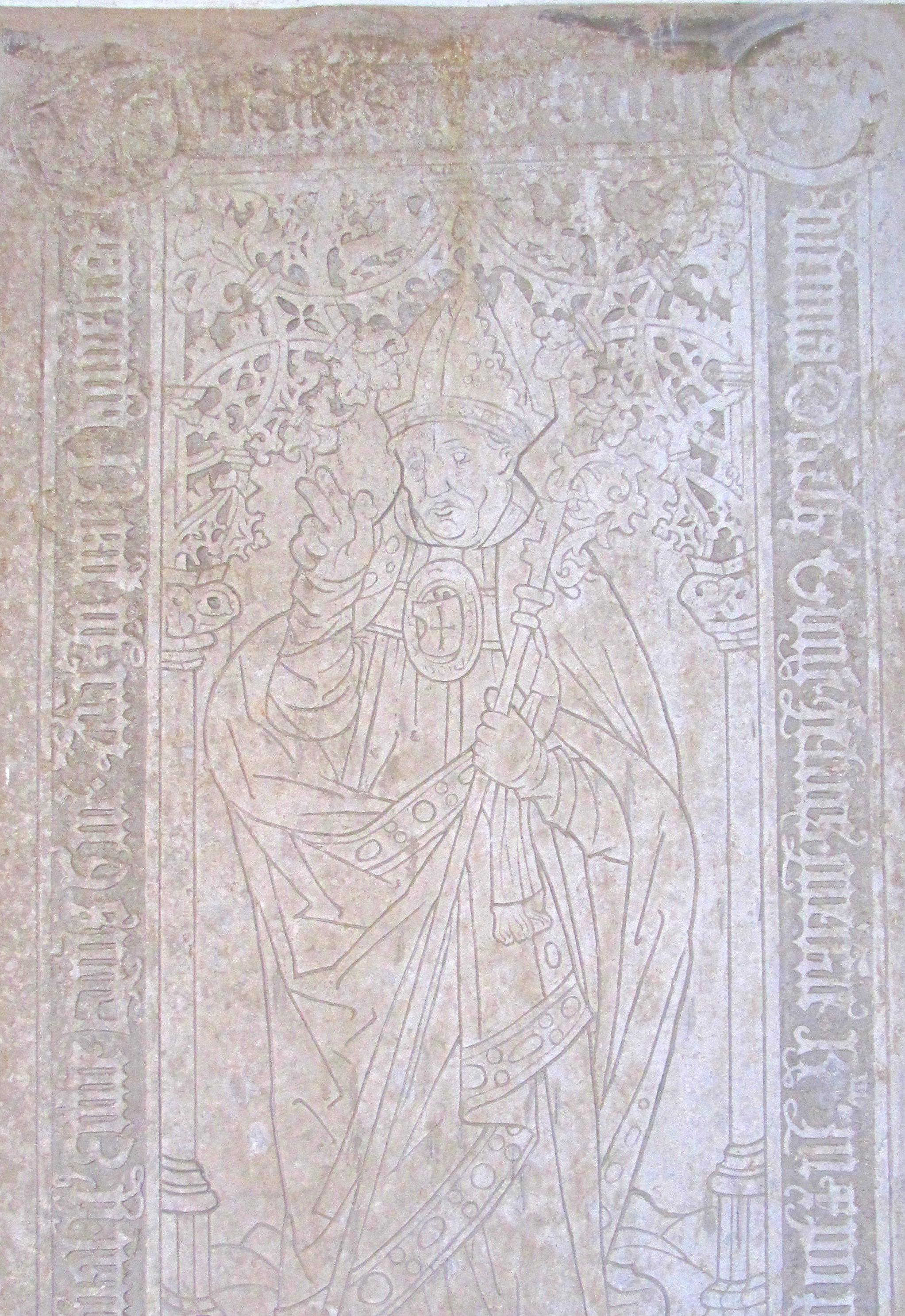
Grabstein Bischof Wilhelm Westphals

Wilhelm Westphal, auch Westval oder Westfal (* 1443 in Lübeck; † 31. Dezember 1509 ebenda) war Bischof von Lübeck.

## Leben
Wilhelm Westphal war Sohn des Bürgermeisters Johann Westphal und der Margaretha von Calven. Er hatte sich im Mai 1457 an der Universität Rostock immatrikuliert und dort im Wintersemester 1459/60 den akademischen Grad eines Bakkalaurus der Sieben freien Künste erworben. Er wurde Kanoniker in Lübeck, war Notar der römischen Rota und kurzzeitig Archidiakon in Stargard und wurde später Dompropst in Lübeck. Am 30. August 1506 wurde er zum Bischof von Lübeck gewählt. Am 27. November 1506 erhielt er die päpstliche Bestätigung und am 22. August 1507 die Bischofsweihe. Er weihte 1508 die Annenkirche, trat jedoch nicht sonderlich während seiner kurzen Amtszeit in Erscheinung. Er wurde im Chor des Lübecker Doms beigesetzt. Seine Grabplatte mit der Figur des segnenden Bischofs wurde um die Wende vom 19. zum 20. Jahrhundert an der südlichen Abschlussmauer des Chorraums beim Lettner aufgerichtet, wo sie sich bis heute erhalten hat.
Der Lübecker Ratsherr Heinrich Westfal war sein Bruder.